# Okręg niszawski
Okręg niszawski (serb. Nišavski okrug / Нишавски округ) – okręg we wschodniej Serbii, w regionie Serbia Centralna. Nazwa pochodzi od rzeki Niszawy.

## Podział administracyjny
Okręg dzieli się na następujące jednostki:
- miasto Nisz
  - gmina miejska Crveni krst
  - gmina miejska Medijana
  - gmina miejska Niška Banja
  - gmina miejska Palilula
  - gmina miejska Pantelej
- gmina Aleksinac
- gmina Doljevac
- gmina Gadžin Han
- gmina Merošina
- gmina Ražanj
- gmina Svrljig

## Demografia
- 360 941 (94,37%) – Serbowie
- 1018 (0,27%) – Czarnogórcy
- 897 (0,23%) – Macedończycy
- 868 (0,23%) – Jugosłowianie
- 866 (0,22%) – Bułgarzy
- 155 (0,04%) – Muzułmanie jako narodowość
- 134 (0,04%)- Albańczycy
- 90 (0,02%) – Gorani
- 102 (0,03%) – pozostali